# 阿达河口新堡
阿达河口新堡（義大利語：Castelnuovo Bocca d'Adda）是意大利洛迪省的一个市镇。总面积20平方公里，人口1701人，人口密度85.1人/平方公里（2009年）。ISTAT代码为098013。